# Diego Orlando
Diego Orlando (Palermo, 24 dicembre 1815 – Palermo, 10 settembre 1879) è stato uno storico e giurista italiano del Regno delle Due Sicilie.

## Biografia
Nacque nel 1815 a Palermo da una ricca famiglia borghese di avvocati.
Conseguì la laurea in legge all'Università di Palermo nel 1836, dedicandosi allo studio delle istituzioni giuridiche siciliane e pubblicando a partire dal 1844 vari saggi sul tema. Dal 1955 iniziò a insegnare diritto civile presso la sua università. L'anno successivo fece il suo ingresso nell'Accademia di scienze e lettere di Palermo e nel 1857 divenne socio onorario dell'Accademia Gioenia di Catania. Nel 1863 divenne professore onorario a Palermo, nel 1864 entrò nella Società siciliana per la formazione della storia patria; l'anno successivo fu ammesso nella Società asiatica di Parigi.
Nel 1874 gli fu affidata la direzione della Commissione di antichità e belle arti in Sicilia.
Morì nel 1879 a Palermo.

## Opere
- Il feudalismo in Sicilia, storia e dritto pubblico, Palermo, Tipografia di Francesco Lao, 1847.
- Biblioteca di antica giurisprudenza siciliana dell'avvocato Diego Orlando, Palermo, Pietro Morvillo, 1851.
- Un codice di leggi e diplomi siciliani del Medio Evo, Palermo, Fratelli Pedone Lauriel, 1857.